# Корбелино (Л'Аквила)
Корбелино (итал. Corbellino) је насеље у Италији у округу Л'Аквила, региону Абруцо.
Према процени из 2011. у насељу је живело 43 становника. Насеље се налази на надморској висини од 682 м.